# Владыкина Гора (Вологодская область)
Владыкина Гора — деревня в Верховажском районе Вологодской области.
Входит в состав Чушевицкого сельского поселения, с точки зрения административно-территориального деления — в Чушевицкий сельсовет.
Расстояние по автодороге до районного центра Верховажья — 52,8 км, до центра муниципального образования Чушевиц — 9 км. Ближайшие населённые пункты — Толстуха, Дуброва, Спирино.
Легенда о происхождении названия: Было два брата Спиря и Владыка. Решили они обосноваться, долго искали подходящее место, и вышел у них спор: какой из двух холмов выбрать. Поругались братья и каждый стал жить на своем холме, так и появились две соседние деревни — Спирино и Владыкина Гора.
Рядом с деревней протекает речка Ковда, впадающая в реку Вага.
Интересный факт:
Неподалёку от деревни находятся залежи железных руд (слишком маленькие для разработки), поэтому грозы в деревне бывают очень редко, обычно обходя её стороной.

## Население
| 2010 |
| ---- |
| 78   |

По переписи 2002 года население — 100 человек (53 мужчины, 47 женщин). Всё население — русские.